# Maurits van Hessen
Maurits Frederik Karel Emanuel Humbertus van Hessen (Racconigi, (Piëmont), 6 augustus 1926 – Frankfurt am Main, 23 mei 2013) was sinds 1968 hoofd van het voormalige adellijke huis Hessen. Uit dien hoofde voerde hij in het dagelijks leven de (officieuze) titel landgraaf.
Hij was de oudste zoon van Filips van Hessen-Kassel en van Mafalda van Savoye, de tweede dochter van koning Victor Emanuel III van Italië. Hij is een achterkleinzoon van de Duitse keizer Frederik III en een achterachterkleinzoon van de Britse koningin Victoria.
Maurits stamde uit de linie Hessen-Rumpenfeld, een zijtak van het huis Hessen-Kassel. In 1968 werd hij door de weduwe van Lodewijk van Hessen-Darmstadt geadopteerd. Lodewijk en zijn vrouw waren kinderloos en wilden voorkomen dat met hen de linie Hessen-Darmstadt zou uitsterven. Door dit besluit werden de twee oudste linies van het huis, die sinds 1567 gescheiden waren, opnieuw verenigd.
Maurits groeide op, op het Slot Raccogni, nabij Turijn. Na de dood van zijn moeder, in het concentratiekamp Buchenwald, in 1944, woonde hij afwisselend in Kassel en Neubeuern. Na zijn militaire dienst studeerde hij economie. 
Hij bracht de vermogens van beide Hessische linies onder in de zogenaamde Hessische Huisstichting en leidde als voorzitter van deze stichting het beheer van het culturele erfgoed. Onder het beheer vallen ook enkele hotels die zijn gesticht in voormalige paleizen en landgoederen. 
In de zomer van 1964 trouwde hij met prinses Tatiana van Sayn-Wittgenstein-Berleburg. Uit dit huwelijk – dat tien jaar stand hield – kwamen de volgende kinderen voort:
- Mafalda (1965)
- Hendrik Donatus (1966)
- Helena Elisabeth (1967)
- Filips Robin (1970).